# Thil (Meurthe i Mozela)
Thil – miejscowość i gmina we Francji, w regionie Grand Est, w departamencie Meurthe i Mozela.
Według danych na rok 1990 gminę zamieszkiwały 1742 osoby, a gęstość zaludnienia wynosiła 525 osób/km² (wśród 2335 gmin Lotaryngii Thil plasuje się na 245. miejscu pod względem liczby ludności, natomiast pod względem powierzchni na miejscu 1150.).